# Черсозімо
Черсозімо (італ. Cersosimo) — муніципалітет в Італії, у регіоні Базиліката,  провінція Потенца.
Черсозімо розташоване на відстані близько 390 км на південний схід від Рима, 80 км на південний схід від Потенци.
Населення — 678 осіб (2014).

## Демографія
Населення за роками:

Станом на 1 січня 2023 року в муніципалітеті офіційно проживало 12 іноземців з 5 країн, серед них 2 громадяни країн Євросоюзу.

## Сусідні муніципалітети
- Алессандрія-дель-Карретто
- Кастрореджо
- Ноеполі
- Оріоло
- Сан-Джорджо-Лукано
- Сан-Паоло-Альбанезе